# Telefonvorwahl

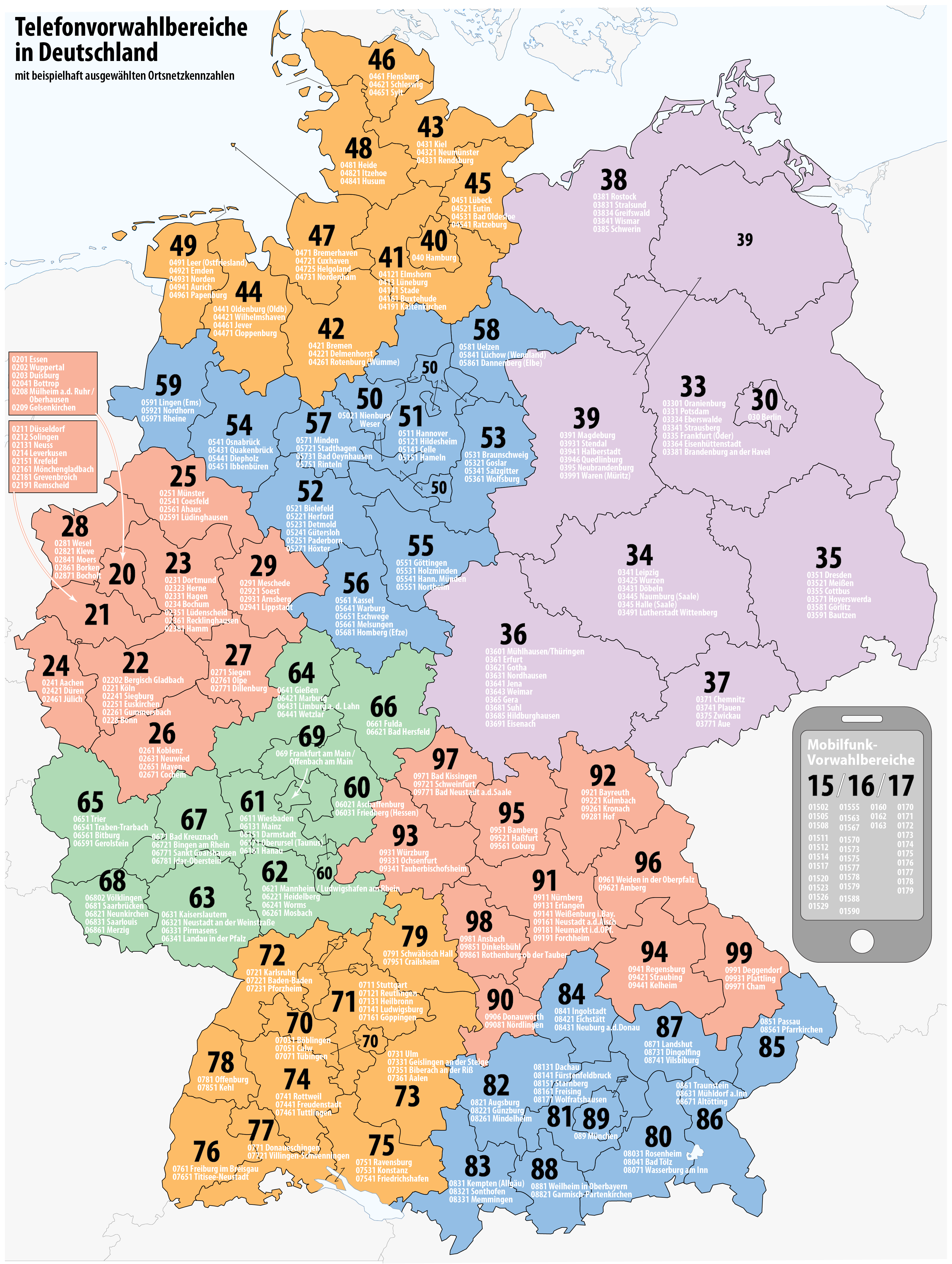
Ortsvorwahlen in Deutschland

Ortsvorwahlen in Österreich

Ortsvorwahlen in Frankreich (ohne Überseegebiete)

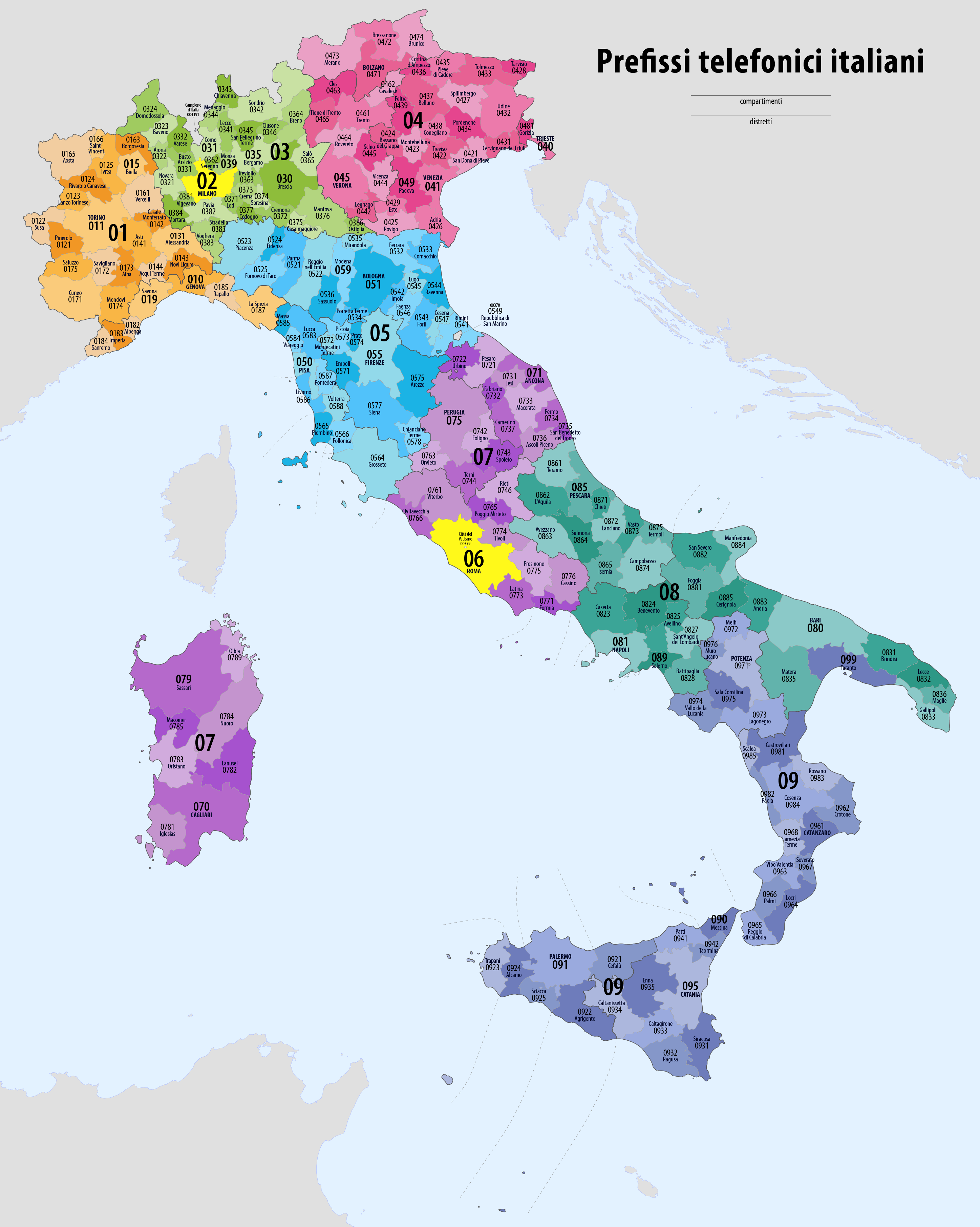
Ortsvorwahlen in Italien

Eine Telefonvorwahl ist eine Ziffernfolge, die man beim Wählen einer Telefonnummer eingibt, um den logischen Ort zu wechseln.
Eine Vorwahl besteht aus der Verkehrsausscheidungsziffer (VAZ) und der Ortsnetzkennzahl (ONKZ).
Dieser logische Ort entspricht bei Anrufen ins Festnetz in der Regel einem geographischen Ort, eine entsprechende Vorwahl im nationalen Rufnummernraum wird mit Ortsnetzkennzahl (ONKZ) bezeichnet, entsprechende Teilnehmerrufnummern sind sogenannte geographische Rufnummern.
Es kann sich bei dem logischen Ort aber auch um einen nicht-geografischen Rufnummernraum (in Deutschland die Telefonvorwahl 032), um ein eigenständiges Telefonnetz (zum Beispiel Mobilfunkvorwahlen), um einen Dienst (zum Beispiel Servicerufnummern) oder um eine sogenannte „Sparvorwahl“ für das Call-by-Call-Verfahren zur Benutzung eines bestimmten Netzbetreibers handeln.

## Allgemeines zur Geschichte und Notwendigkeit
Historisch gesehen entstanden Telefonvorwahlen, weil Telefonnetze immer nur für eingegrenzte Orte konzipiert wurden. Sobald aber zwei Telefonnetze einen zumindest teilweise überlappenden Nummernraum haben, sind Telefonnummern nicht mehr eindeutig. Oft dienen sie auch zum Routing (Auswahl des Telefonnetzes eines bestimmten Unternehmens) eines Gesprächs. Seit 1964 sind die internationalen Telefonvorwahlen durch die Internationale Fernmeldeunion (ITU) genormt.
Seitdem besteht die Telefonvorwahl in vielen Ländern aus einer Verkehrsausscheidungsziffer und der eigentlichen Vorwahlnummer. Will man beispielsweise innerhalb des deutschen Telefonnetzes ein Gespräch nach Berlin führen, so wählt man die Ziffernfolge „030“. Die Null am Anfang ist die Verkehrsausscheidungsziffer, die „30“ die Kennung für Berlin. Näheres zum genauen Ablauf siehe unter Vermittlungsstelle.
Für internationale Telefonvorwahlen gibt es eine andere Verkehrsausscheidungsziffer oder (als Erweiterung der Hierarchie) weitere Ziffern. In den meisten Ländern ist dies „00“; die erste Ziffer trägt dann die Bedeutung „aus der Ortsebene hinaus“, die zweite „über die nationale Ebene heben“. Um die sich ergebenden regionalen Ziffernkombinationen einheitlich notieren zu können, wird hierfür auch ein „+“ geschrieben, welches in Mobilfunknetzen auch so verwendet wird.
Die Situation der Telefonvorwahlen bei der IP-Telefonie ist etwas komplizierter und dort beschrieben.

### Vorwahlarten
Es gibt verschiedene Arten von Vorwahlen:
- die internationale Telefonvorwahl zur Wahl des Ziellandes, beispielsweise:
  - +41 Schweiz
  - +423 Liechtenstein
  - +43 Österreich
  - +49 Deutschland
- in vielen Ländern die Ortsnetzkennzahl zur Wahl des logischen Telefon-Netzes innerhalb eines Landes
- Mobilfunkvorwahlen bestehend aus der nationalen Verkehrsausscheidungsziffer, je nach Land noch eine Netzkennung und eine Blockkennung

## Länder mit zwingender Verwendung der Ortsnetzkennzahl in allen Fällen

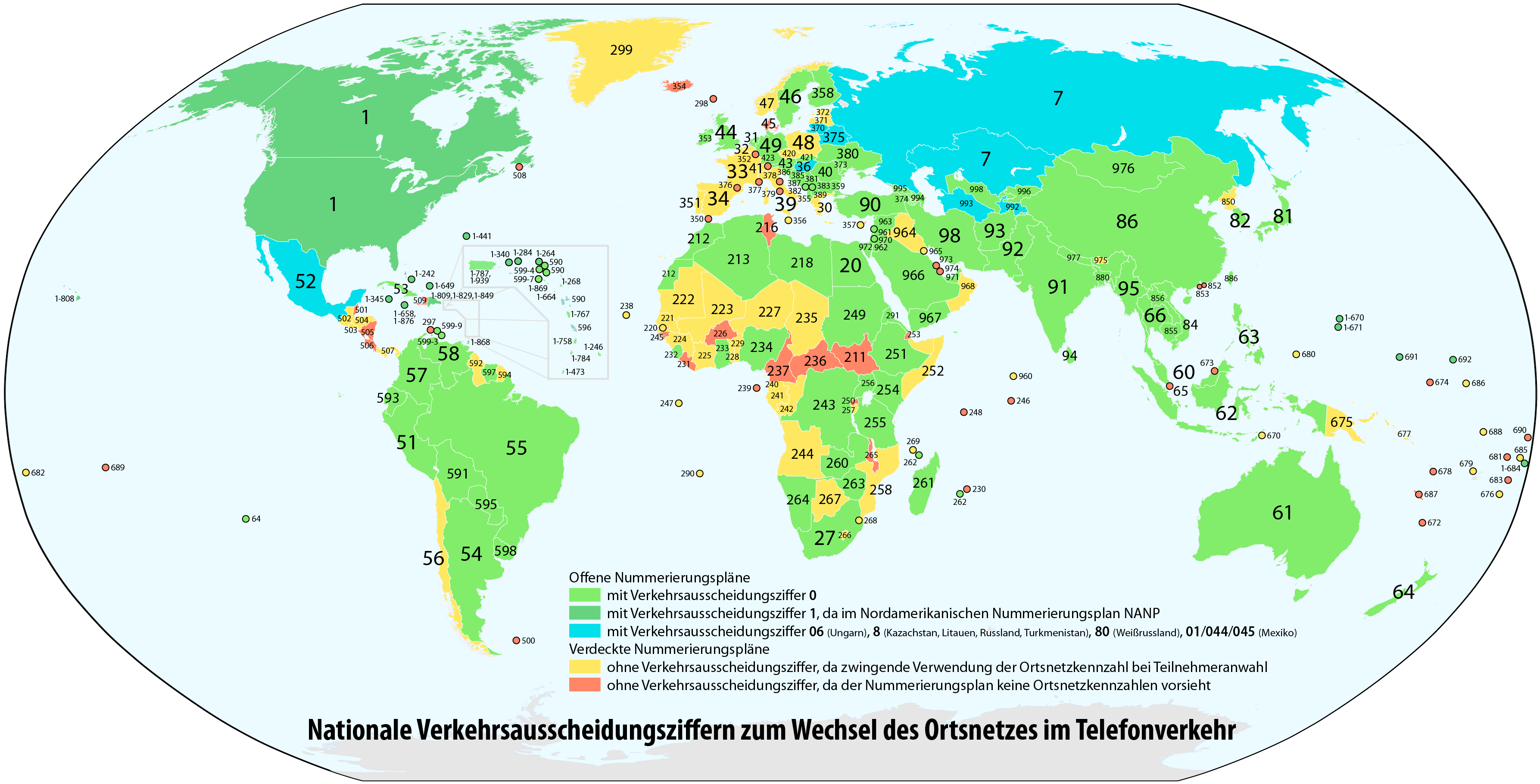
Länder mit zwingender Verwendung der Ortsnetzkennzahl (in gelb)

In Frankreich (1996), Spanien (1998), Portugal (1999), Dänemark, Norwegen, Italien, Belgien (Juli 2000), der Schweiz (März 2002), Tschechien (22. September 2002), Griechenland (Oktober 2002), Estland (6. Mai 2005), Polen (5. Dezember 2005) und Bulgarien (10. März 2011) wurde die zwingende Verwendung der Ortsnetzkennzahl eingeführt, auch wenn es sich nur um ein Ortsgespräch handelt. Ein Vorteil der Methode ist, dass hierdurch pro Ortsnetz 11 % mehr Nummern zur Verfügung stehen, da die Ziffer für Sonderrufnummern (i. d. R. ist das die 1) oder sogar die Verkehrsausscheidungsziffer (meist ist dies die 0) auch direkt nach der Ortsnetzkennzahl verwendet werden kann. Weiterhin können Nummern, die nicht mit der Verkehrsausscheidungsziffer beginnen, für Sonderdienste und Mobiltelefonie verwendet werden. Eine derartige Regelung ist auch Voraussetzung, um die Rufnummernmitnahme einer beliebigen Teilnehmerrufnummer auch bei Umzügen jenseits der Ortsnetzgrenzen zu ermöglichen, was beispielsweise in der Schweiz, in Estland, Tschechien und Luxemburg realisiert wurde (dazu 032-Nummern in Deutschland).

## Rufnummernmitnahme
Die Umsetzung der europäischen Universaldienstrichtlinie 2002 und anderer Bestrebungen zur Rufnummernmitnahme oder -portierung (bei Mobiltelefonen: Mobile Number Portability, MNP) beschränkt die Vorwahl in ihrer Funktion des Routings, da das Zielnetz nicht mehr feststeht. Dies ist insbesondere für Least Cost Router ein Problem, welche die günstigste Verbindung zum Ziel finden sollen.
In Deutschland darf zurzeit eine sogenannte ortsgebundene Rufnummer (eine Rufnummer mit einer Ortsnetzkennzahl, also praktisch alle gewöhnlichen Rufnummern im Festnetz) nur an Teilnehmer zugeteilt werden, die tatsächlich im Gebiet dieser Rufnummer ansässig sind. Daher ist in Deutschland die Portierung von ortsgebundenen Rufnummern nur innerhalb des Gebietes der Ortsnetzkennzahl möglich. Diese Portierung muss jedoch bei Wechsel des Anbieters ermöglicht werden (§ 46 TKG).

## Listen

### Internationale Vorwahlen, Ländercodes
- Ländervorwahlliste sortiert nach Nummern
- Ländervorwahlliste sortiert nach Ländern

### Nationale Vorwahlen, Nummerierungspläne

#### Deutscher Sprachraum
- Telefonvorwahlen in Deutschland
- Telefonvorwahlen in Österreich
- Telefonvorwahlen in der Schweiz
- Belgien

#### Andere Länder
- Albanien
- Andorra
- Bulgarien
- Demokratische Republik Kongo
- Elfenbeinküste
- Frankreich
- Griechenland
- Irland
- Italien
- Kroatien
- Luxemburg
- Namibia
- Niederlande
- Osttimor
- Portugal
- Rumänien
- Sierra Leone
- Slowakei
- Taiwan
- Tuvalu
- Vereinigtes Königreich
- Nordamerikanischer Nummerierungsplan für USA, Kanada, karibische Staaten

## Besonderheiten
Außerdem gibt es Orte mit mehreren Ortsvorwahlen. Beispiel ist die Gemeinde Büsingen, eine bundesdeutsche Exklave in der Schweiz.
| Ort                   | aus dem deutschen Telefonnetz | aus dem schweizerischen Telefonnetz |
| --------------------- | ----------------------------- | ----------------------------------- |
| Büsingen am Hochrhein | (+49) (0)7734                 | (+41)                               |

Hier gibt es außerdem zwei verschiedene Postleitzahlen.